# Yasuhiro Yoshida
Yasuhiro Yoshida (吉田 康弘, Yoshida Yasuhiro) est un footballeur japonais né le 14 juillet 1969.